# Copa do Atlântico de Clubes
A Copa do Atlântico de Clubes (Espanhol: Copa del Atlántico Sudamericano de Clubes) foi uma competição internacional de clubes disputada no ano de 1956 por clubes de Argentina, Brasil e Uruguai, cabendo sua organização às federações desses países.
Os países envolvidos eram as maiores potências do futebol sul-americano a época e o foram durante um bom tempo, como se pode observar no fato de times desses três países terem ganhado o Campeonato Sul-Americano de Campeões e as 19 primeiras edições da Copa Libertadores da América.
É considerado pela Federação Internacional de História e Estatísticas do Futebol, a IFFHS, como o terceiro torneio internacional sulamericano de futebol de clubes. America e Fluminense foram os representantes cariocas na competição porque Flamengo, Vasco, Botafogo e Bangu estariam excursionando nas datas da mesma.
O desfecho da competição é controverso. O site do Corinthians afirma que o clube foi o campeão da competição.. Outras fontes indicam que a competição não teve campeão por não ter(em) sido jogados o(s) jogo(s) de final entre Corinthians e Boca Juniors.
Edições anteriores da Wikipedia sustentavam a tese de que uma primeira partida de final teria sido disputada na Argentina, com vitória corinthiana por 3 a 2, e segundo esta tese, o título teria ficado com Corinthians em função de W.O. do Boca, que teria se negado a jogar a última partida no Brasil. Não há, contudo, nenhuma fonte original da época que confirme essa tese.
A edição de 28 de dezembro de 1957 do jornal O Estado de S. Paulo informa que as finais da competição não tinham sido ainda jogadas naquele momento e que seriam jogadas nas datas de 26 de janeiro de 1958 e 02 de fevereiro de 1958.
A edição de 13 de julho de 1960  do jornal O Estado de S. Paulo dá conta de que, até aquele momento, as finais da competição não tinham sido disputadas, e estavam sendo marcadas para setembro daquele ano. Ou seja, caso as finais da competição tenham de fato ocorrido, elas teriam ocorrido com mais de 4 anos de defasagem em relação às datas originalmente planejadas (19/07/1956) e num momento em que a Copa Libertadores da América já existia como torneio sul-americano oficial.
Em seu site, o Corinthians lista essa competição entre seus títulos, mas não a lista como título de maior importância, mas sim entre seus títulos amistosos e de menor expressão. Nunca houve nenhuma notícia de que o clube tenha nunca cogitado pedir reconhecimento da CONMEBOL a este título como título sul-americano válido.
O historiador do futebol e especialista em Corinthians Celso Unzelte afirma que as finais da competição nunca foram disputadas, que a competição não teve um campeão, e que é falsa a informação que circula na Internet de que teria havido um primeiro jogo de final de placar 3 x 2 para o Corinthians.
O Relatório Anual do clube, publicado em 2011, traz um resumo da história do clube, ano a ano, e não menciona a Copa do Atlântico de Clubes entre suas conquistas.

## Participantes[carecede fontes?]

### Argentina
- Boca Juniors (Terceiro colocado do Campeonato Argentino de 1955)
- River Plate (Campeão do Campeonato Argentino de 1955)
- Racing (Vice-campeão do Campeonato Argentino de 1955)
- Lanús (Quinto colocado do Campeonato Argentino de 1955)
- San Lorenzo (Oitavo colocado do Campeonato Argentino de 1955)

### Brasil
- Corinthians (Vice-campeão do Campeonato Paulista de 1955)
- Santos (Campeão do Campeonato Paulista de 1955)
- São Paulo (Terceiro colocado do Campeonato Paulista de 1955 e Campeão do Torneio Rio-São Paulo de 1956)
- Fluminense (Quarto colocado do Campeonato Carioca de 1955)
- America-RJ (Vice-campeão do Campeonato Carioca de 1955)

### Uruguai
- Nacional (Campeão do Campeonato Uruguaio de 1955)
- Peñarol (Vice-campeão do Campeonato Uruguaio de 1955)
- Danubio (Quarto colocado do Campeonato Uruguaio de 1955)
- Defensor (Quinto colocado do Campeonato Uruguaio de 1955)
- Wanderers (Sétimo colocado do Campeonato Uruguaio de 1955)

## 1ª Fase
| Equipe 1    | Placar | Equipe 2     | Local                          | Data        |
| ----------- | ------ | ------------ | ------------------------------ | ----------- |
| Lanús       | 5 - 1  | Defensor     | Nuevo Gasómetro, Buenos Aires  | 20 de Junho |
| Wanderers   | 2 - 1  | San Lorenzo  | Estádio Centenário, Montevidéu | 20 de Junho |
| Nacional    | 0 - 1  | São Paulo    | Estádio Centenário, Montevidéu | 23 de Junho |
| Corinthians | 2 - 2  | Danubio      | Pacaembu, São Paulo            | 23 de Junho |
| America-RJ  | 2 - 1  | Racing       | Maracanã, Rio de Janeiro       | 23 de Junho |
| Santos      | 4 - 0  | River Plate  | Vila Belmiro, Santos           | 24 de Junho |
| Peñarol     | 0 - 1  | Boca Juniors | Estádio Centenário, Montevidéu | 24 de Junho |

- O Fluminense por meio de sorteio, entrou diretamente na segunda fase.
- A disputa entre Danubio e Corinthians foi realizada nas penalidades com o Corinthians vencendo por 4x2.

## Quartas de Final
| Equipe 1     | Placar | Equipe 2   | Local                          | Data        |
| ------------ | ------ | ---------- | ------------------------------ | ----------- |
| São Paulo    | 3 - 1  | America-RJ | Pacaembu, São Paulo            | 30 de Junho |
| Wanderers    | 0 - 2  | Lanús      | Estádio Centenário, Montevidéu | 30 de Junho |
| Boca Juniors | 3 - 1  | Fluminense | Nuevo Gasómetro, Buenos Aires  | 1 de Julho  |
| Corinthians  | 4 - 3  | Santos     | Pacaembu, São Paulo            | 4 de Julho  |

## Semifinais
| Equipe 1     | Placar | Equipe 2  | Local                         | Data       |
| ------------ | ------ | --------- | ----------------------------- | ---------- |
| Boca Juniors | 2 - 0  | Lanús     | Nuevo Gasómetro, Buenos Aires | 5 de Julho |
| Corinthians  | 2 - 0  | São Paulo | Pacaembu, São Paulo           | 7 de Julho |

## Final
| Equipe 1    | Placar       | Equipe 2     |
| ----------- | ------------ | ------------ |
| Corinthians | Desconhecido | Boca Juniors |

- Segundo uma versão existente na Internet sobre o desfecho da competição, o Boca Juniors teria desistido da competição por não concordar com uma possível terceira partida ser realizada também em São Paulo, e o Corinthians teria sido declarado campeão por W.O. O historiador do futebol e especialista em Corinthians Celso Unzelte e afirma que a competição não teve campeão.[4]

- Existe a suposição, divulgada na Internet, de que um 1° jogo, realizado em território argentino, no estádio Viejo Gasometro, tenha ocorrido e com vitória alvinegra por 3x2. Porém, não existem documentos e fontes da época comprovando que tenha ocorrido a partida. A edição de 28 de dezembro de 1957 do jornal O Estado de S. Paulo informa que as finais da competição não tinham sido ainda jogadas naquele momento e que seriam jogadas nas datas de 26 de janeiro de 1958 e 02 de fevereiro de 1958. A edição de 13 de julho de 1960  do jornal O Estado de S. Paulo dá conta que, até aquele momento, as finais da competição não tinham sido disputadas, e estavam sendo marcadas para setembro daquele ano.[7] Ou seja, caso as finais da competição tenham de fato ocorrido, elas teriam ocorrido com mais de 4 anos de defasagem em relação às datas originalmente planejadas (19/07/1956) e num momento em que a Copa Libertadores da América já existia como torneio sul-americano oficial. O historiador do futebol e especialista em Corinthians Celso Unzelte e o site La Historia de Boca Juniors afirmam que não foi realizada nenhuma partida de final.[4][5][6] O Relatório Anual do Corinthians, publicado em 2011, traz um resumo da história do clube, ano a ano, e não menciona a Copa do Atlântico de Clubes entre suas conquistas.[8]